# Nullptr
nullptr — ключове слово, введене в C++11 для описання константи нульового вказівника. Ця константа має тип std::nullptr_t.
nullptr є константою r-value.
До введення nullptr, для обнулення вказівників використовувався макрос NULL, зі значенням 0 — цілого типу. Це викликало проблеми (наприклад, при перевантаженні функцій). Тип nullptr — std::nullptr_t, що вирішує ці проблеми. Існують неявні перетворення nullptr до нульового вказівника будь-якого типу і до bool (зі значенням false), але не до цілочисельних типів.

З метою забезпечення зворотної сумісності, константу 0 також можна використовувати як нульовий вказівник.
```
char
 
*
pc
 
=
 
nullptr
;
   
// правильно

int
  
*
pi
 
=
 
nullptr
;
   
// правильно

bool
  
b
  
=
 
nullptr
;
   
// правильно. b = false.

int
   
i
  
=
 
nullptr
;
   
// помилка

foo
(
nullptr
);
         
// викликає foo(char *), а не foo(int);

```